# Brzeźnica Książęca-Kolonia
Brzeźnica Książęca-Kolonia (do 2009 Karczunek) – wieś w Polsce położona w województwie lubelskim, w powiecie lubartowskim, w gminie Niedźwiada. Popularna nazwa miejscowości to Karczunek.
W latach 1975–1998 miejscowość należała administracyjnie do województwa lubelskiego.
Wieś stanowi sołectwo gminy Niedźwiada.
Wierni Kościoła rzymskokatolickiego należą do parafii św. Mikołaja w Brzeźnicy Książęcej.